# Werner Völschow
Werner Völschow (* 12. Januar 1933 in Schwerin; † 15. Dezember 2018 in Rostock) war ein deutscher Sänger (Bariton), Kulturwissenschaftler und Rezitator. 

## Leben
Werner Völschow studierte Operngesang und Gesangspädagogik. Er hatte sein erstes Engagement in Wismar. 1963 ging er als Fachreferent für Musik in die Kulturverwaltung für den Bezirk Schwerin, ab 1966 für den Bezirk Neubrandenburg. Von 1970 bis 1976 absolvierte er daneben ein Fernstudium der Kulturwissenschaften an der Humboldt-Universität zu Berlin. Nach 1990 betreute er die Kulturarbeit in Neubrandenburg. Er rezitierte Werke von Fritz Reuter, John Brinckman, Rudolf Tarnow u. a. und gab davon CDs heraus.